# Прапор кримських татар
Прапор кримських татар (крим. Qırım bayrağı) — прапор кримських татар, це полотнище блакитного кольору із жовтим гербом (тамгою) у верхньому лівому куті. Блакитний колір — традиційний колір тюркських народів — використовувався ще на стягах Кримського ханства.
Прапор було затверджено на 1-му Курултаї кримських татар 1917 року; 4-та сесія 5-го Курултаю відновила національний прапор кримських татар:
|  | Вважати національним прапором кримськотатарського народу полотнище блакитного кольору із зображенням в його верхньому кутку біля древка золотого тамги - родовий герб кримських ханів. Співвідношення ширини прапора до його довжини 1:2. |

День національного прапора кримських татар святкується 26 червня.

## Історія

Цивільний стяг кримських татар

З ханських часів бере свій початок і зображений на прапорі герб — тарак-тамга (крим. taraq tamğa, укр. герб-гребінь), що є родовим знаком Ґіреїв, правлячої династії Кримського ханства. Вважається, що першим цей символ почав використовувати засновник Кримського ханства Хаджі I Ґерай.
У новітній історії прапор активно використовувався після Лютневої революції в Російській імперії, починаючи з літа 1917 року.
II Курултай кримськотатарського народу у червні 1991 року поновив статус прапора як національного символу.
На деяких прапорах у XX столітті тамга розташовувалась посередині. Не було також постійного пропорційного співвідношення розмірів тамги і полотнища. Протягом останнього часу спостерігається деяка уніфікація. Усім меджлісам було розіслано єдиний зразок. Його автором є громадянин США кримськотатарського походження Фікрет Юртер.

## Стандартизація розміру й кольору

Співвідношення сторін кримськотатарського прапору

| Схема   | Синій                | Жовтий               |
| ------- | -------------------- | -------------------- |
| Pantone | PANTONE 298 C        | PANTONE Yellow 012 C |
| Lab     | 34.02, −2.19, −64.19 | 85.29, 5.18, 109.8   |
| RAL     | 5005                 | 1023 Traffic yellow  |
| RGB     | 65, 182, 230         | 255, 215, 0          |
| CMYK    | 65, 3, 0, 0          | 0, 2, 98, 0          |
| HEX     | #41B6e6              | #ffd700              |
| Websafe | #0066cc              | #ffcc00              |